# Faragó Lajos
Faragó Lajos, (Budapest, 1932. augusztus 3. – Budapest, 2019. május 13.) olimpiai bronzérmes, válogatott labdarúgó, edző. 1952-től hivatásos katonatiszt. 1972-ben a Testnevelési Főiskolán labdarúgó szakedzői diplomát szerzett.

## Pályafutása

### Klubcsapatban

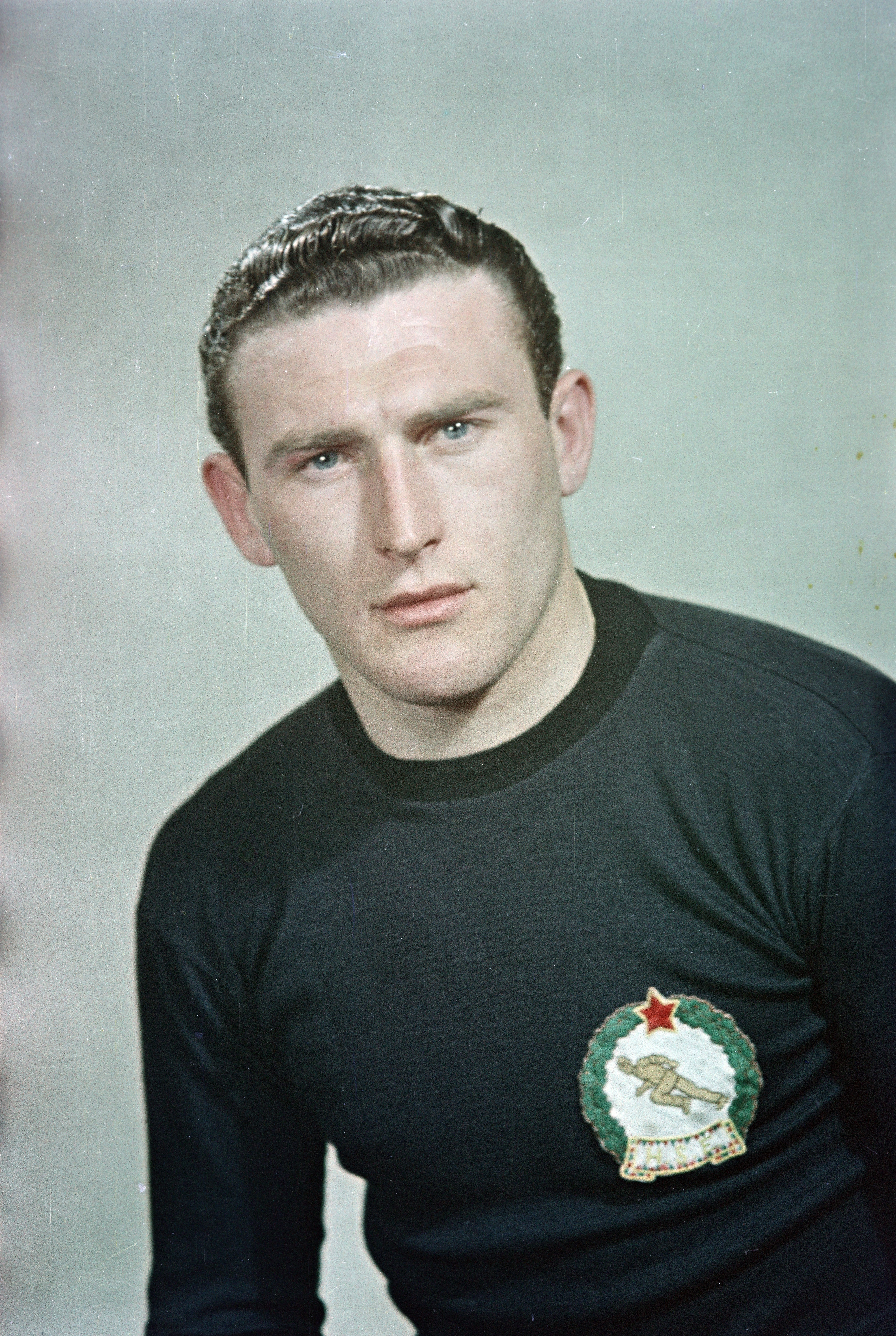
1954-ben a Budapesti Honvéd SE kapusaként

Édesapja a Kispesti Törekvés, később egy szezonon át a Kispesti Atlétikai Club kapusa volt. 1945-ben került a KAC serdülő csapatához, ahol már együtt játszott Bozsik Józseffel és Puskás Ferenccel. A kispestiek felnőtt csapatában 1950-ben lépett pályára először, és ezt követően több, mint egy évtizedig, 1963-as visszavonulásáig állt a Kispest kapuja előtt. 1952-től a kor szokásai szerint hivatásos katonatiszt is egyben. Pályafutása során három bajnoki címet szerzett az akkor már Honvéd néven szereplő csapattal, amely a kor legjobb együttesei közé tartozott. Az 1954-es berni világbajnokság ideje alatt a FTC barátságos túrán vett részt Szófiában, a kaput kölcsönjátékosként Faragó Lajos védte. A csapattal elért három bajnoki cím mellett 1959-ben Közép-európai Kupa-győztes, emellett kétszeres ezüst- egyszeres bronzérmes.

### A válogatottban
1954 és 1957 között 7 alkalommal szerepelt a felnőtt válogatottban, először 1954-ben Glasgowban, a Hampden Parkban  a skótok elleni barátságos mérkőzésen.(Debütáló játékos esetében azóta is rekordnak számító 134.000 néző előtt) Ezt követően még hatszor védett a nemzeti csapatban, az 1958-as svédországi labdarúgó-világbajnokságról térdsérülés miatt maradt le. Nyolcszoros olimpiai válogatott (1957–60), az 1960-as olimpián bronzérmes válogatott tagja. Hatszoros utánpótlás válogatott (1954–55), tizenötszörös B-válogatott (1955–61), ötszörös Budapest válogatott (1956–57).

### Edzőként
1964 és 1973 között, egy év megszakítással a Bp. Honvéd korosztályos csapatainál (serdülő, ifjúsági, utánpótlás) pályaedző volt. 1973–74-es idényben 23 mérkőzésen át az első csapat vezetőedzőjeként dolgozott. 1974-től öt éven át ismét a kispesti utánpótlásban edzősködött, miközben 1978-ban rövid ideig Szíriában vállalt tanácsadói szerepkört, majd az 1979-1980-as szezonban a mozambiki CD Matchedje de Maputo edzője volt. Hazatérése után 1981-1986-ig a Kossuth KFSE vezetőedzője, majd az 1986-87-es szezonban ismét a Honvéd serdülő csapatának edzője.

## Halála
2019. május 13-án, 86 éves korában hunyt el. Temetése 2019. június 5-én volt a Kispesti Újtemetőben. A szertartáson részt vett többek közt Dunai Antal, Göröcs János és Szurgent Lajos is.

## Sikerei, díjai
- Olimpia játékok
  - 3.: 1960, Róma
- Magyar bajnokság
  - bajnok: 1952, 1954, 1955
  - 2.: 1953, 1957–58
  - 3.: 1958–59
- Magyar kupa (MNK)
  - döntős: 1955
- Közép-európai kupa (KK)
  - győztes: 1959
- A Magyar Népköztársaság Érdemes Sportolója (1955)[8]

## Statisztika

### Mérkőzései a válogatottban
| Magyarország | Magyarország        | Magyarország               | Magyarország | Magyarország | Magyarország | Magyarország       | Magyarország | Magyarország |
| #            | Dátum               | Helyszín                   | Hazai        | Eredmény     | Vendég       | Kiírás             | Gólok        | Esemény      |
| ------------ | ------------------- | -------------------------- | ------------ | ------------ | ------------ | ------------------ | ------------ | ------------ |
| 1.           | 1954. december 8.   | Glasgow, Hampden Park      | Skócia       | 2 – 4        | Magyarország | barátságos         | -            |              |
| 2.           | 1955. május 29.     | Budapest, Népstadion       | Magyarország | 3 – 1        | Skócia       | barátságos         | -            | 46'          |
| 3.           | 1955. november 27.  | Budapest, Népstadion       | Magyarország | 2 – 0        | Olaszország  | Európa-kupa        | -            |              |
| 4.           | 1956. február 19.   | Isztambul                  | Törökország  | 3 – 1        | Magyarország | barátságos         | -            |              |
| 5.           | 1957. június 12.    | Oslo, Ullevaal Stadion     | Norvégia     | 2 – 1        | Magyarország | vb-selejtező       | -            |              |
| 6.           | 1957. június 16.    | Stockholm, Råsunda Stadion | Svédország   | 0 – 0        | Magyarország | barátságos         | -            |              |
| 7.           | 1957. június 23.    | Budapest, Népstadion       | Magyarország | 4 – 1        | Bulgária     | vb-selejtező       | -            |              |
|              | 1960. augusztus 29. | Nápoly (ITA)               | Magyarország | 6 – 2        | Peru         | olimpiai D csoport | -            |              |
|              | Összesen            |                            |              | 7            | mérkőzés     |                    | 0            | gól          |